# Bisdom Lokossa

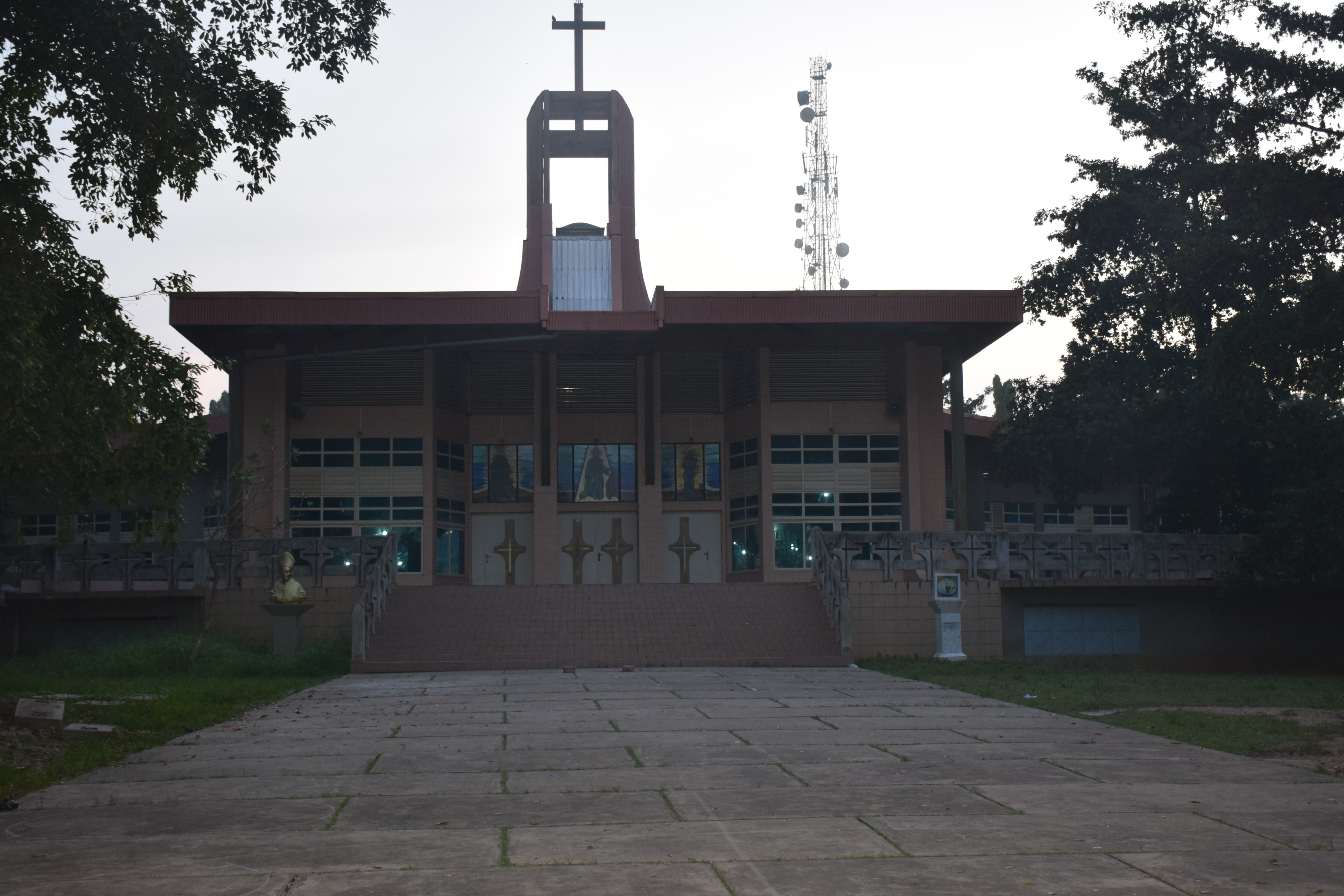
De kathedraal van Lokossa

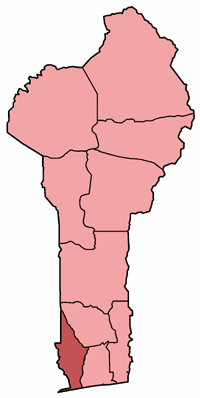
Het bisdom binnen Benin

Het bisdom Lokossa (Latijn: Dioecesis Lokossaensis) is een rooms-katholiek bisdom in het zuidwesten van Benin. Het bisdom met als zetel de stad Lokossa maakt onderdeel uit van de kerkprovincie Cotonou. Het werd opgericht in 1968 door afsplitsing van het aartsbisdom Cotonou. De zetelkerk is de kathedraal Saint-Pierre Claver van Lokossa. Met de bouw van de kathedraal werd begonnen in 1986; in 2005 was ze afgewerkt.
Het bisdom heeft een oppervlakte van 4.009 km² en omvat de departementen Mono en Couffo. In 2021 telde het bisdom ongeveer 187.000 katholieken op een totale bevolking van 1.537.000, of 12,2% van de bevolking. Het bisdom telde toen 57 parochies, verdeeld over negen dekenaten. Het bisdom telde 134 diocesane priesters waarvan echter een deel buiten het bisdom actief is, ook in Europa. Animositeit tussen de bevolkingsgroepen (Adja, Mina en andere) binnen de kerk vormt een probleem voor het bisdom.

## Bisschoppen
- Christophe Adimou (1968-1971)
- Robert Sastre (1972-2000)
- Victor Agbanou (2000-2023)
- Coffi Roger Anoumou (2023-)

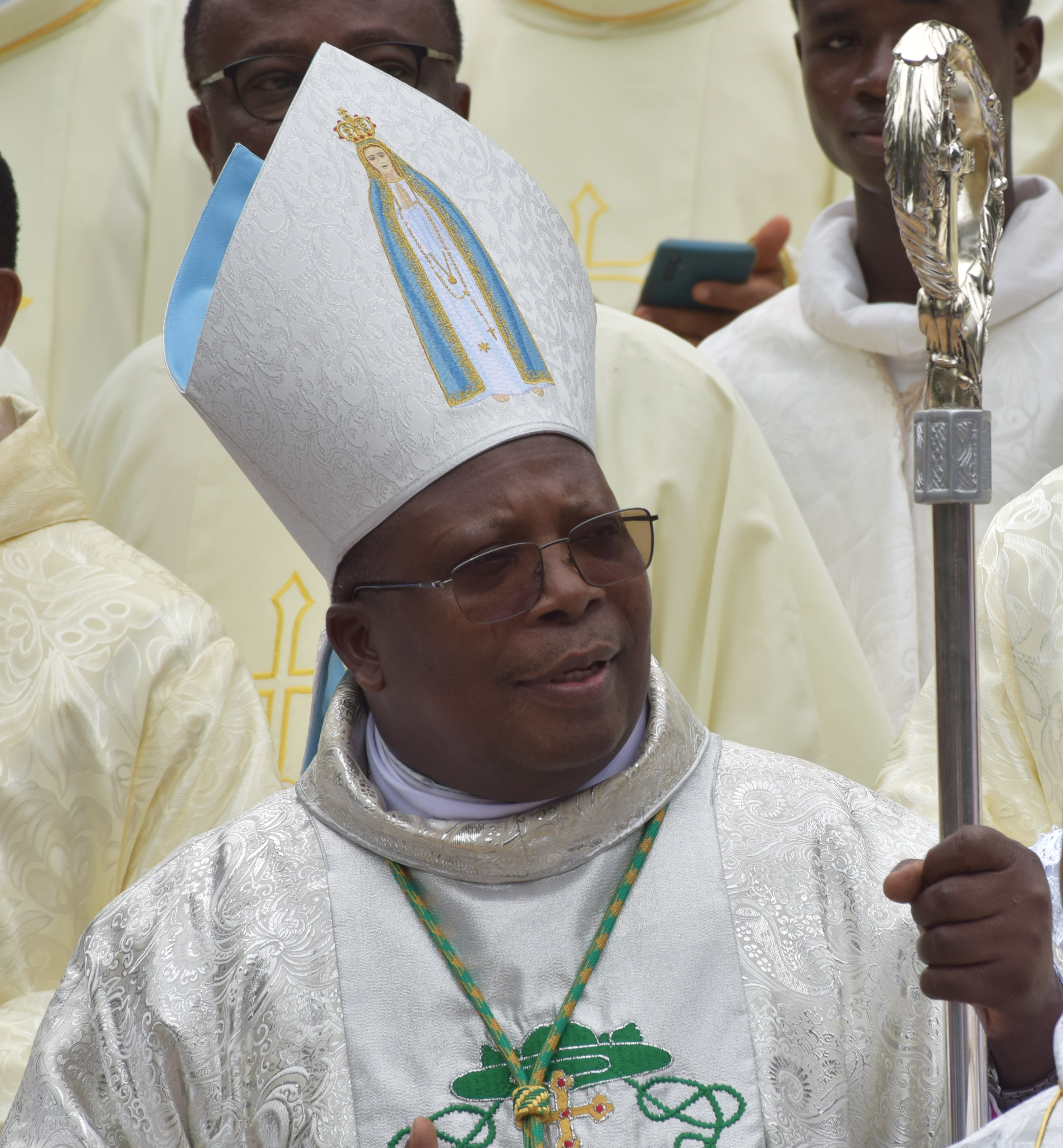
Coffi Roger Anoumou